# Wiktor Siwek
Wiktor Siwek (ur. 5 listopada 1884 w Janowie, zm. 29 grudnia 1941 w KL Dachau) – polski duchowny rzymskokatolicki, pedagog, działacz narodowy i społeczny.

## Życiorys

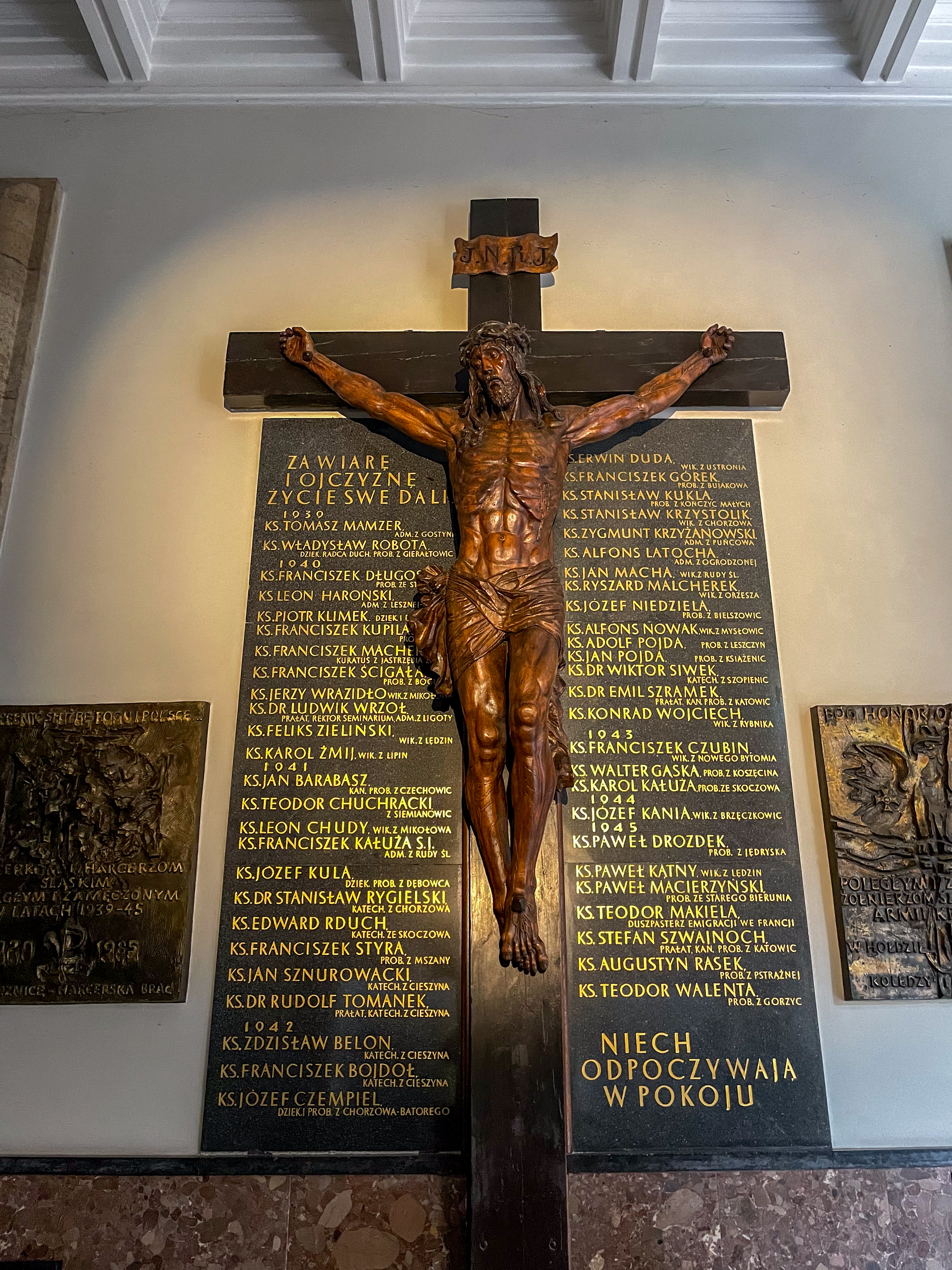
Tablice pamiątkowe upamiętniające zamordowanych księży z diecezji katowickiej w latach 1939–1945 (w tym ks. Wiktora Siwka; po prawej stronie) wewnątrz archikatedry Chrystusa Króla w Katowicach (2024)

Urodził się 5 listopada 1884 roku w Janowie (późniejsza część Katowic) w rodzinie Marcina i Zofii z domu Jadwiszczok. Ukończył tamtejszą szkołę elementarną, po czym uczęszczał do gimnazjów w Katowicach i Mysłowicach, lecz świadectwo maturalne otrzymał w Zakładzie Księży Werbistów w Nysie. Po śmierci ojca podjął się pracy zarobkowej, przeznaczając część funduszy na studia teologiczne, które rozpoczął w Mödling. Święcenia kapłańskie przyjął w Pradze 4 lipca 1915 roku, a prymicję i trzymiesięczny staż duszpasterski odbył w parafii św. Anny w Janowie.
W czasie I wojny światowej powołany do Armii Cesarstwa Niemieckiego. W latach 1915–1918 był wojskowym kapelan szpitalnym w Szczecinie, gdzie m.in. opiekował się jeńcami polskimi. W 1919 roku był wikariuszem parafii w Karlsbadzie (późn. Karlowe Wary). Po wybuchu I powstania śląskiego 16 sierpnia 1919 roku wrócił do Janowa. Po upadku powstania na znak protestu przeciw ekspansji niemieckiej zawiesił razem z ks. Janem Śliwką na szybie wyciągowym kopalni „Giesche” (późn. Wieczorek) polską flagę. Był przez krótki czas w 1920 roku wikarym w Mariańskich Łaźniach, po czym włączył się w działalność propolską na Górnym Śląsku, m.in. udzielając pomocy materialnej powstańcom śląskim. Był także działaczem plebiscytowym.
W latach 1921–1922 uczył w szkole powszechnej w Janowie jako nauczyciel wszystkich przedmiotów. Potem przeniesiony został do Chorzowa, a w 1923 roku do Wodzisławia. Był założycielem Miejskiego Gimnazjum Komunalnego w Roździeniu powstałego w 1923 roku, a w latach 1926–1934 jego dyrektorem. Placówka ta działała w budynku przy późniejszej ulicy Brynicy 3 w Katowicach. Po likwidacji gimnazjum zamieszkał z rodziną siostry, a stypendia mszalne w całości przeznaczał dla bezrobotnych.
W 1930 roku został wiceprezesem w katowickim Zarządzie Powiatowym Narodowo-Chrześcijańskiego Zjednoczenia Pracy. Ponadto działał m.in. w Komisji Oświatowej Związku Powstańców Śląskich, Związku Rezerwistów, Związku Obrony Kresów Zachodnich czy Lidze Morskiej i Kolonialnej.
Po wybuchu II wojny światowej opuścił Janów. W Będzinie został aresztowany i przesłuchiwany, po czym powrócił do Szopienic, gdzie zorganizował ruch oporu. 7 października 1941 roku został ponownie aresztowany przez Gestapo. Przebywał w więzieniach w Katowicach i Mysłowicach, skąd 13 grudnia 1941 roku trafił do niemieckiego nazistowskiego obozu koncentracyjnego KL Dachau – otrzymał numer obozowy 28882. Tam też zmarł 29 grudnia 1941 roku.

## Odznaczenia
- Krzyż na Śląskiej Wstędze Waleczności i Zasługi (1927)[10][6]
- Złoty Krzyż Zasługi (1928)[10][6]
- Gwiazda Górnośląska (1928)[11]
- Medal Dziesięciolecia Odzyskanej Niepodległości (1929)[6]
- Medal Niepodległości (1931)[12][10]
- Order Virtuti Militari[2][6]

## Upamiętnienie
- Ulica ks. dr. Wiktora Siwka w Katowicach, na terenie dzielnicy Dąbrówka Mała[13],
- Tablice pamiątkowe w kruchcie archikatedry Chrystusa Króla w Katowicach upamiętniająca zmarłych w latach 1939–1945 kapłanów diecezji katowickiej, w tym ks. Wiktora Siwka[14].